# Strauß und Torney

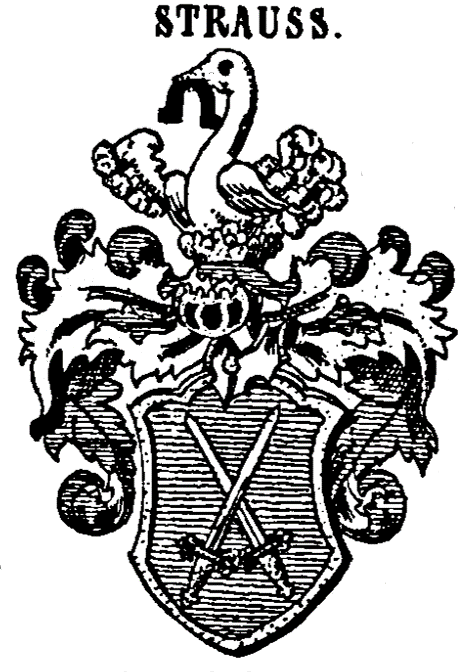
Wappen derer von Strauß (1851) in Siebmachers Wappenbuch

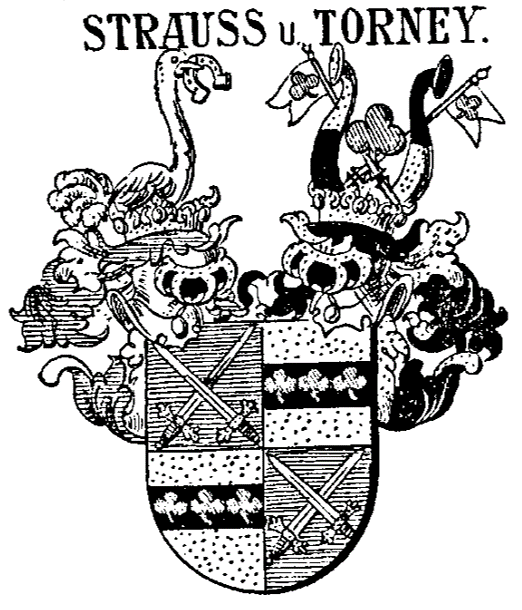
Vermehrtes Wappen derer von Strauß und Torney (1872) in Siebmachers Wappenbuch

Strauß und Torney ist der Name eines niedersächsischen Geschlechts, welches Mitte des 19. Jahrhunderts in den Adelsstand erhoben wurde. 

## Geschichte
Als erster urkundlich belegbarer Vorfahre gilt Christoph Strauß (um 1555–1611) aus Seehausen in der Altmark. Dessen Vater war Pfarrer in Seehausen, später Prediger an der St. Peterskirche in Magdeburg (Niedersächsischer Reichskreis) und in Oldenburg in der Grafschaft Oldenburg. Die direkte Stammreihe begann mit Georg Burchard Strauß (um 1584–1632), Pastor zu Groß Schwülper, heute Samtgemeinde Papenteich im Landkreis Gifhorn (Niedersachsen).
Der fürstlich schaumburg-lippesche Minister Viktor Strauß (1809–1899), zugleich Religionshistoriker und Dichter, wurde mit seinen Söhnen Albert (1833–1896), Lothar (1835–1903) und Hugo (1837–1919) am 27. Juni 1851 mit Diplom vom 20. August 1851 in Wien in den österreichischen Adelsstand erhoben.
Die fürstlich schaumburg-lippesche Genehmigung zur Namen- und Wappenvereinigung mit dem des niedersächsischen Adelsgeschlechts von Torney erhielten der inzwischen geadelte Viktor von Strauß mit seinen Söhnen Albert und Lothar am 15. Mai 1872 in Bückeburg, nachdem Sohn Hugo die entsprechende preußische Genehmigung bereits am 19. Februar 1872 in Berlin erhalten hatte. Der nun erweiterte Familienname war von Strauß und Torney.

## Namensträger
- Viktor von Strauß und Torney (1809–1899), fürstlich schaumburg-lippescher Minister, Religionshistoriker, Dichter und Ehrenbürger der Stadt Dresden
  - Lothar von Strauß und Torney (1835–1903; Viktors Sohn), königlich preußischer Generalmajor
    - Lulu von Strauß und Torney (1873–1956; Lothars Tochter), deutsche Dichterin und Schriftstellerin

  - Hugo von Strauß und Torney (1837–1919; Viktors Sohn), Senatspräsident des Oberverwaltungsgerichts in Berlin

## Wappen
- Blasonierung des Stammwappens von 1851: Im goldbordierten blauen Feld zwei in Andreaskreuz gestellte silberne Schwerter mit silbernen Griffen und silberner Parierstange, deren Ende in Gleven ausgehen. Auf dem gekrönten Helm mit blau-silbernen und blau-goldenen Decken ein silberner Strauß wachsend mit einem schwarzen Hufeisen im Schnabel.[2]
- Blasonierung des vermehrten Wappens von 1872: Von Blau und Gold quadriert. Felder 1 und 4 zwei gekreuzte silberne Schwerter mit goldenen Griffen; Felder 2 und 3 ein mit 3 grünen Kleeblättern belegter schwarzer Balken. Zwei gekrönte Helme: I. wachsender Strauß, ein Hufeisen im Schnabel haltend. Die Decken sind blau-silbern. II. zwischen 2 von Gold und Schwarz übereck geteilten Büffelhörnern ein grünes Kleeblatt; hinter den Hörnern ins Andreaskreuz gelegt 2 schwarze mit dem Kleeblatt belegte Fahnen an goldenen Turnierlanzen. Die Decken sind schwarz-golden.[3]